# 小花派克花介
小花派克花介（学名：Pacambocythere cytherelloidae）为粗面介科派克花介屬下的一个种。